# اوژن شاوت
اوژن شاوِت (به فرانسوی: Eugène Chavette) نویسنده قرن نوزدهم میلادی اهل فرانسه بود.